# وزارة البيئة والتخطيط العمراني والتغير المناخي (تركيا)
وزارة البيئة والتخطيط العمراني والتغير المناخي ( (بالتركية: Çevre, Şehircilik ve İklim Değişikliği Bakanlığı)‏ ) هي وزارة حكومية في جمهورية تركيا، مسؤولة عن البيئة والأشغال العامة،  والتخطيط الحضري في تركيا. يرأس الوزارة منذ عام 2023 محمد أوز حسكي.

## تاريخها
تم تشكيل الوزارة في عام 1983 من خلال دمج وزارة الأشغال العامة ( (بالتركية: Bayındırlık Bakanlığı)‏ ، تم تشكيلها في 3 مايو 1920) ووزارة التنمية والإسكان ( (بالتركية: İmar ve İskan Bakanlığı)‏ ، تشكلت عام 1958). كانت النتيجة وزارة الأشغال العامة والإسكان ( (بالتركية: Bayındırlık ve İskan Bakanlığı)‏ )، والتي تم تغيير اسمها إلى وزارة البيئة والتحضر في عام 2011. في عام 2021 تمت إضافة تغير المناخ إلى الاسم.

## الهيكلية
يرأس وزارة البيئة والتحضر وتغير المناخ وزير يعينه رئيس تركيا. وللوزارة عدة إدارات ووكالات، منها المديرية العامة للإدارة البيئية، والمديرية العامة لتقييم الأثر البيئي، والمديرية العامة للتخطيط المكاني، والمديرية العامة للتثقيف البيئي والمشاركة العامة، والمديرية العامة للتغير المناخي.

## المسؤوليات والمهام
الوزارة مسؤولة عن مكافحة تغير المناخ في تركيا،  والقضايا البيئية في تركيا. على الرغم من تمثيل وزارة الطاقة في مجلس تنسيق إدارة تغير المناخ وإدارة الهواء، فقد انتقدت المفوضية الأوروبية في عام 2018 عدم وجود تنسيق بين سياسة تغير المناخ وسياسة الطاقة في تركيا. اعتبارًا من 2023 اصبح المبعوث الرئيسي لتغير المناخ هو محمد أمين بيربينار، نائب وزير البيئة. ووفقًا للوزارة، فإن العفو الخاص بمعايير البناء لعام 2018 قد جمع 24 مليار ليرة (4.2 مليار دولار أمريكي)، ولكن اعتبارًا من عام 2023 لم يُعرف بعد ما هي نسبة المباني التي انهارت في زلزال عام 2023 التي استفادت من قرارات العفو الخاصة بمعايير البناء. بعد زلزال عام 2023، أصدر الرئيس أردوغان مرسومًا يقضي بأن الوزارة ستكون صانع القرار الوحيد لمشاريع الإسكان الجديدة في المناطق التي ضربها الزلزال.
تم إنشاء وكالة البيئة الوطنية في عام 2020 ولكن بحلول عام 2022 لم يتم تفعيلها.

## أنظر أيضا
- تلوث الهواء في تركيا
- إدارة الهواء